# 千葉県道259号小見川停車場線

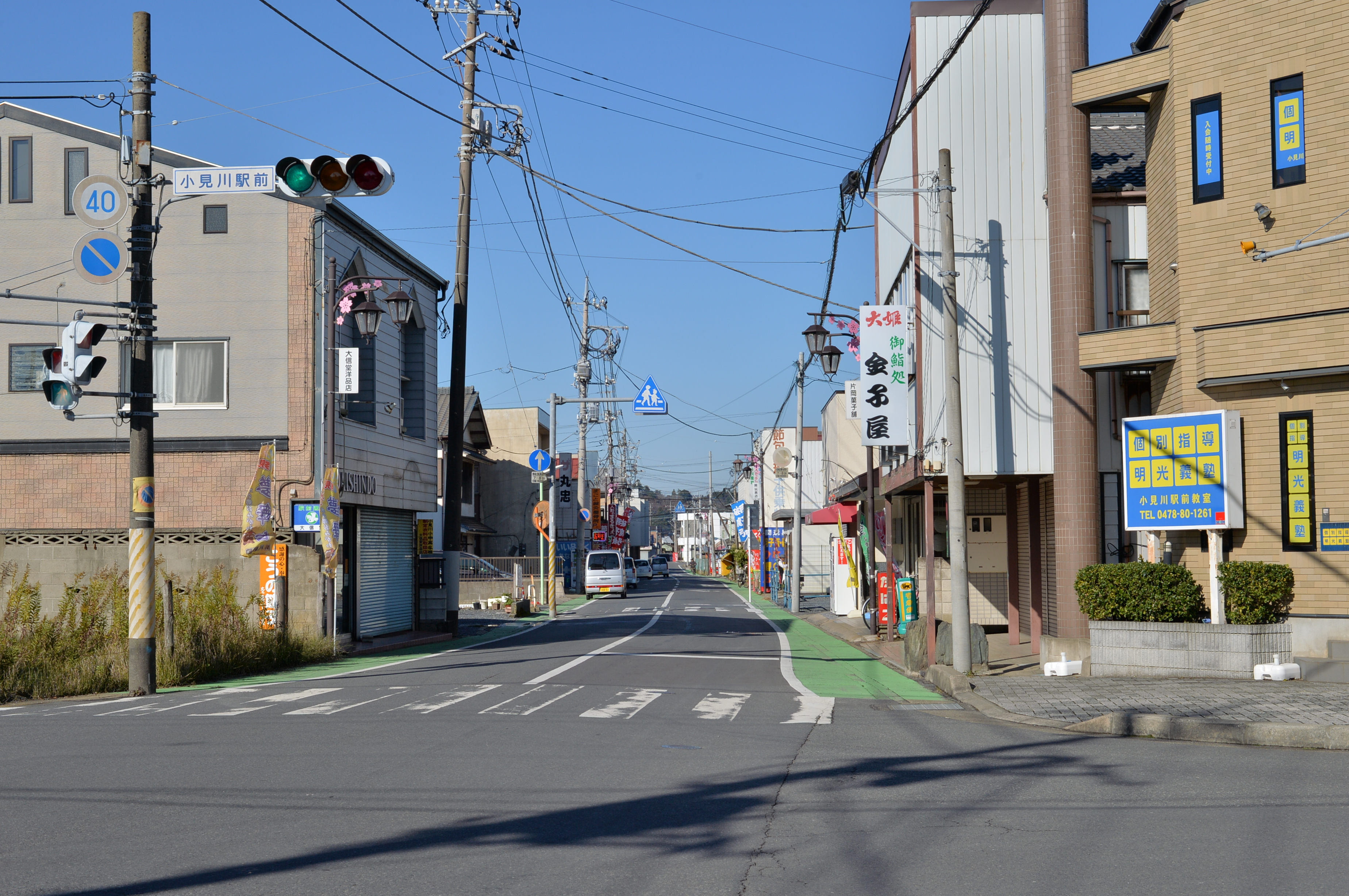
千葉県道259号小見川停車場線
香取市小見川（2014年12月）
小見川駅前交差点より北西方向を臨む。写真交差点の左方向すぐに、JR小見川駅がある。

千葉県道259号小見川停車場線（ちばけんどう259ごう おみがわていしゃじょうせん）は、JR小見川駅に接続するための千葉県香取市内の県道（一般県道）である。

## 概要
香取市小見川市街地内にある県道で、JR成田線小見川駅前を起点に、同市街地の国道356号（利根水郷ライン）に至る路線。国道356号の南西側で平行する。小見川駅前交差点から小見川商店街の中を北西方向へ向かい、小見川消防署前の分岐路で右折して程無く国道356号交点で終点となる。

### 路線データ
- 起点：香取市小見川（JR成田線小見川駅）
- 終点：香取市八日市場（国道356号交点）
- 総延長：1.328 km[1]
- 重用延長：0.249 km
- 未供用延長：なし
- 実延長：1.079 km[1]

## 路線状況
全区間対向2車線、最高速度制限40km/h通行規制。

## 地理

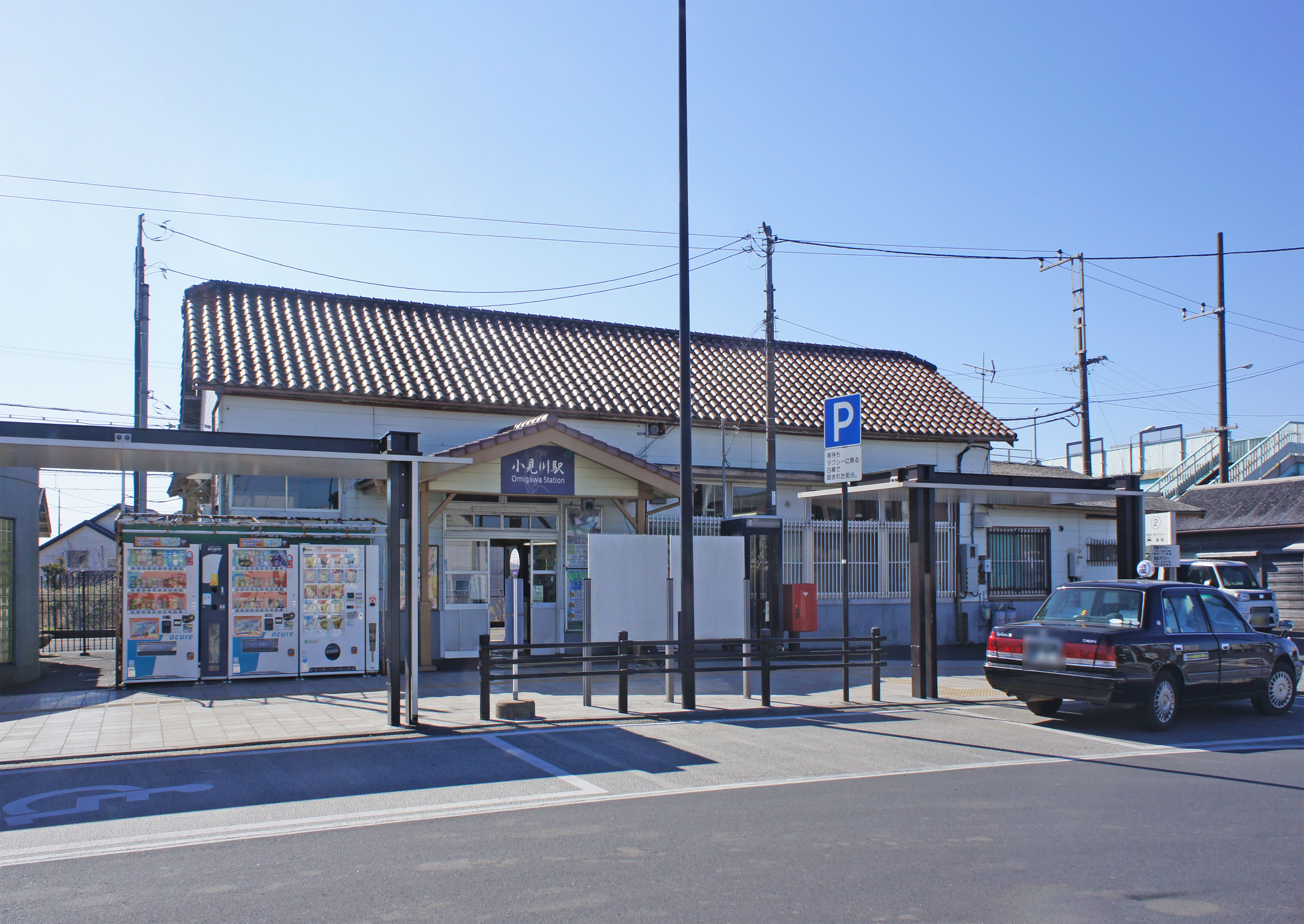
小見川駅（駅舎）

### 通過する自治体
- 千葉県香取市

### 交差・接続する道路
- 国道356号 - 香取市八日市場（終点）

### 沿線
- JR小見川駅（香取市小見川）
- 香取市立小見川中央小学校（香取市小見川）
- 小見川消防署（香取市野田）
- 小見川郵便局（香取市本郷）